# Wilhelm Bernhard Benteli

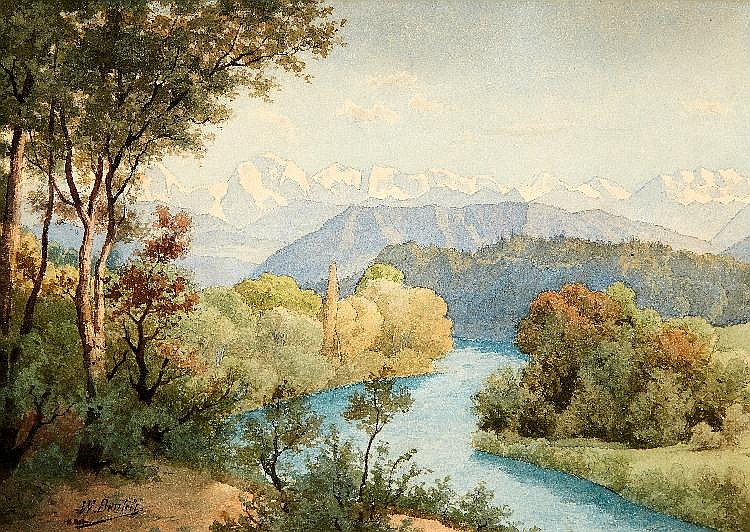
Aarelandschaft

Wilhelm Bernhard Benteli (* 5. Dezember 1839 in Schwarzenegg; † 5. Oktober 1924 in Bern) war ein Schweizer Maler, Aquarellist, Zeichner und Kunstlehrer.

## Leben
Geboren als Sohn des Pfarrers Gottlieb Abraham Benteli und der Maria Julia Lauterburg studierte Benteli ab dem 1. Mai 1858 zuerst in der Bildhauerklasse der Königlichen Akademie der Künste in München, wechselte  bald zur Malerei bei Johann Georg Hiltensperger und Hermann Anschütz und setzte das Studium 1860 in Paris bei Charles Gleyre fort. Er unternahm 1866 eine sechs Monate dauernde Studienreise quer durch Italien, besuchte Venedig, Florenz, Rom, Neapel, Verona, Siena, Perugia und Genua.
Zurück in der Schweiz siedelte er nach Bern über, wo er als Zeichenlehrer an der städtischen Realschule, dann am städtischen Gymnasium und ab 1871 als Lehrer für Zeichnen und Malen an der neugegründeter Kunstschule tätig war. Daneben wirkte er als freischaffender Landschafts- und Porträtmaler und stellte seine Werke an Kunstausstellungen aus. Er wurde zum Vorstand der Bernischen Kunstgesellschaft und Mitglied der Eidgenössischen Kunstkommission gewählt.